# Calluga cissocosma
Calluga cissocosma är en fjärilsart som beskrevs av Turner 1904. Calluga cissocosma ingår i släktet Calluga och familjen mätare. Inga underarter finns listade i Catalogue of Life.